# Šporkova (Praha)
Šporkova ulice na Malé Straně v Praze vede od spojnice ulic Jánská a Jánský vršek k Vlašské ulici. 
Nazvána je podle budovy zvané Piccolomionovský palác neboli Šporkův palác na čísle 12, původně renesanční stavba byla víckrát renovována a od roku 1852 ji spravuje Kongregace Milosrdných sester svatého Karla Boromejského. Na čísle 14 v nárožní budově s Vlašskou ulicí byl Vlašský špitál, v současnosti tu má sídlo Italský kulturní institut Praha.

## Historie a názvy

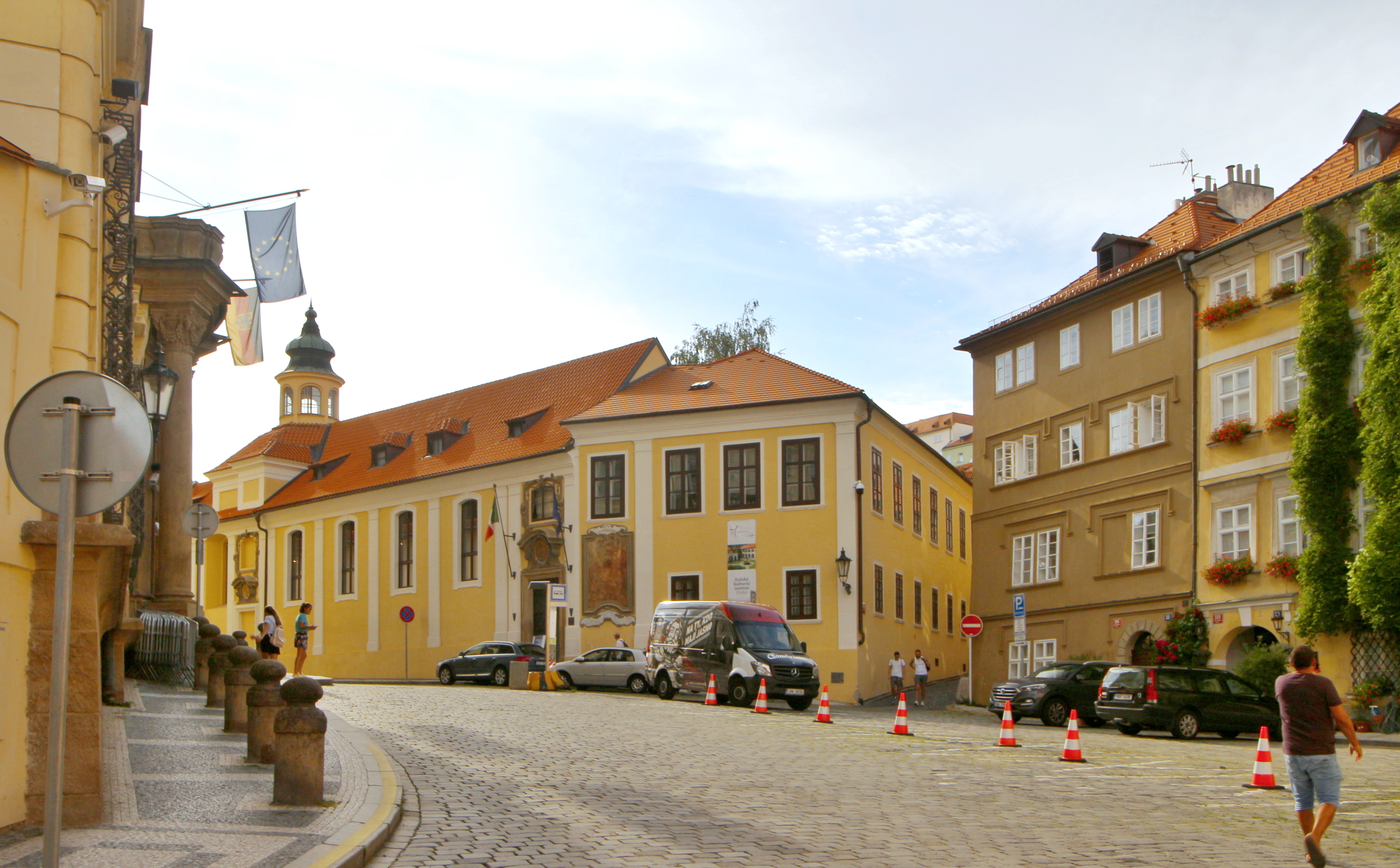
Pohled ze Vlašské ulice, Vlašský špitál, ústí Šporkovy ulice je ve střední pravé části.

Ve středověku byla v prostoru ulice osada Obora kolem kostela svatého Jana Křtitele na čísle 3, o kterém je první zmínka z roku 1241. Podle kostela jsou nazvány sousední ulice Jánská a Jánský vršek. Názvy ulice se měnily
- 18. století - "Jánská dolejší" na odlišení od severnější Jánské ulice
- 1870 - "Špitálská" podle Vlašského špitálu v budově na čísle 14
- 1895 - "Šporkova". Tento název nese podle hraběte Jana Karla Šporka, který vlastnil budovu Šporkův palác (též Piccolomionovský) na čísle 12. Tato původně renesanční stavba byla víckrát renovována a od roku 1852 ji spravuje Kongregace Milosrdných sester svatého Karla Boromejského.[1] Sousední Vlašský špitál (Šporkova č. 14 a Vlašská ulice) vybudovali v letech 1611-1617 pražští Italové sdružení v kongregaci Panny Marie.

## Budovy, firmy a instituce
- městské domy (původně kostel osady Obora) - Šporkova 1 a 3[4]
- dům U Kamenného ptáka - Šporkova 4[5]
- městský dům - Šporkova 5[6]
- Dům U Bílé vody - Šporkova 8[7] s barokní sochou sv. Jana Nepomuckého
- Dům U Nejsvětější trojice - Šporkova 10[8]
- Šporkův palác - Šporkova 12[9]
- Vlašský špitál - Šporkova 14, Vlašská 34[10]